# Блъшница
Блъшницата (Pulicaria dysenterica) е вид тревисто растение от семейство Сложноцветни. Той е местен за Европа и Западна Азия, където расте в различни местообитания, вариращи от полусухи средиземноморски гори до по-влажни обитания. Растението е включено в списъка на лечебните растения съгласно Закона за лечебните растения.
Блъшницата е многогодишно растение и може да образува гъсти растения, разпространявайки се с корените си. Цъфти на максималната си височина от около 60 см. Листата са последователно подредени и обхващат стъблото, което съдържа солено-стипчива течност. Жълтите съцветия обикновено са съставени от изпъкнал център от 40–100 дискови съцветия, заобиколени от 20–30 тесни, плодни лъчеви съцветия.
Блъшницата е основното хранително растение за насекомото Cassida murraea, и за четири микромолеца, Apodia bifractella, Ptocheuusa paupella, Oidaematophorus lithodactyla и Digitivalva pulicariae.